# También esto pasará
También esto pasará es una película hispano-italiana de drama de 2025, dirigida por María Ripoll, quien también coescribió el guion junto a Lea Garbini y Olga Iglesias, basada en la novela homónima de Milena Busquets. Está protagonizada por Marina Salas y Susi Sánchez. Se estrenó en el Festival de Málaga el 15 de marzo de 2025, y luego se estrenó en cines españoles el 9 de mayo de 2025, con distribución de A Contracorriente Films.

## Trama
Tras perder recientemente a su madre, Blanca (Marina Salas) decide pasar el verano en su casa de Cadaqués para lidiar con su duelo.

## Reparto
- Marina Salas como Blanca
- Susi Sánchez
- Carlos Cuevas
- Sara Espígul
- Andrea Trepat
- David Menéndez
- Borja Espinosa
- Carles Francino
- Fermí Reixach

## Producción
La idea de realizar una adaptación de la novela También esto pasará de Milena Busquets nació cuando María Ripoll leyó la novela original cuando perdió a su madre, ya que sus temas sobre el duelo la encandilaron bastante. El 15 de mayo de 2024, se anunció que el rodaje de la película había comenzado en Cadaqués, con Marina Salas, Carlos Cuevas, Susi Sánchez, Borja Espinosa, Sara Espígul, Andrea Trepat, Carles Francino, David Menéndez y Moisé Curia como los actores protagonistas. Además de en Cadaqués, el rodaje también filmó escenas en otras localidades de Cataluña, incluyendo Barcelona. El rodaje de la película concluyó a finales de junio de 2024 después de seis semanas.

## Lanzamiento y marketing
El 14 de febrero de 2025, A Contracorriente Films anunció que También esto pasará se estrenaría en cines españoles el 9 de mayo de 2025. A finales de febrero de 2025, se anunció que la película tendría su estreno mundial en el Festival de Málaga el 15 de marzo de 2025, antes de su estreno en cines. En marzo de 2023, el tráiler de la película fue lanzado.